# 小行星1491
小行星1491（1491 Balduinus）是一颗绕太阳运转的小行星，为主小行星带小行星。该小行星于1938年2月23日发现。
該小行星以比利時國王博杜安命名。

## 轨道参数
小行星1491的轨道半长轴为3.2234548 UA，离心率为0.148。